# Krylos
Krylos (in ucraino Крилос?) è un piccolo centro abitato situato nell'Oblast' di Ivano-Frankivs'k, nell'Ucraina occidentale. Si trova a 5 km di distanza della moderna Halyč e rientra nella riserva nazionale protetta per via del suo valore storico dell'"Antica Galizia". L'insediamento si estende su una superficie vasta 19,18 km² e il consiglio comunale si compone di 16 membri. Krylos appartiene alla hromada urbana di Halyč, un'unità amministrativa vigente in Ucraina.

## Storia

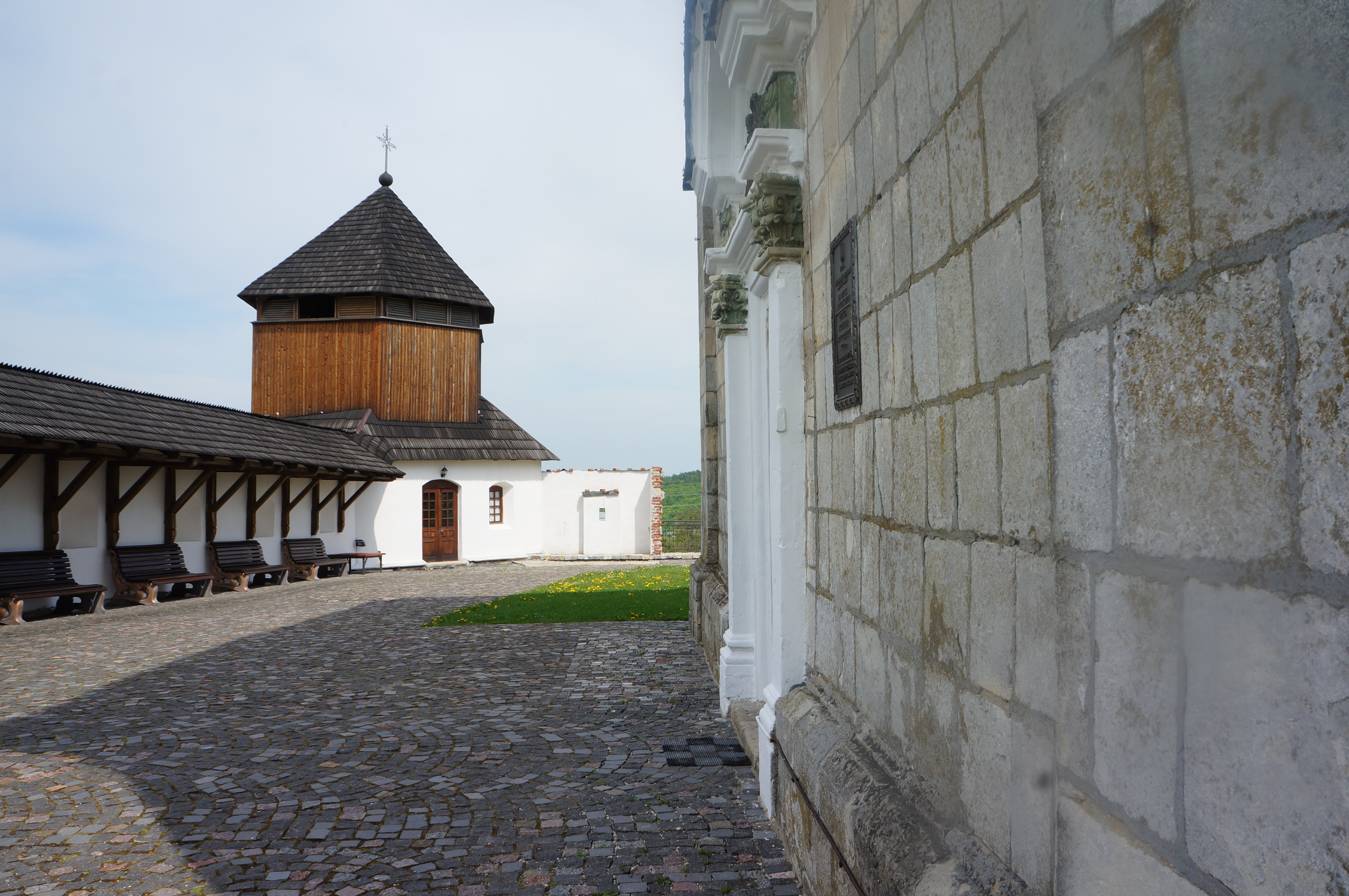
Resti della fortificazione di Halyč vecchia

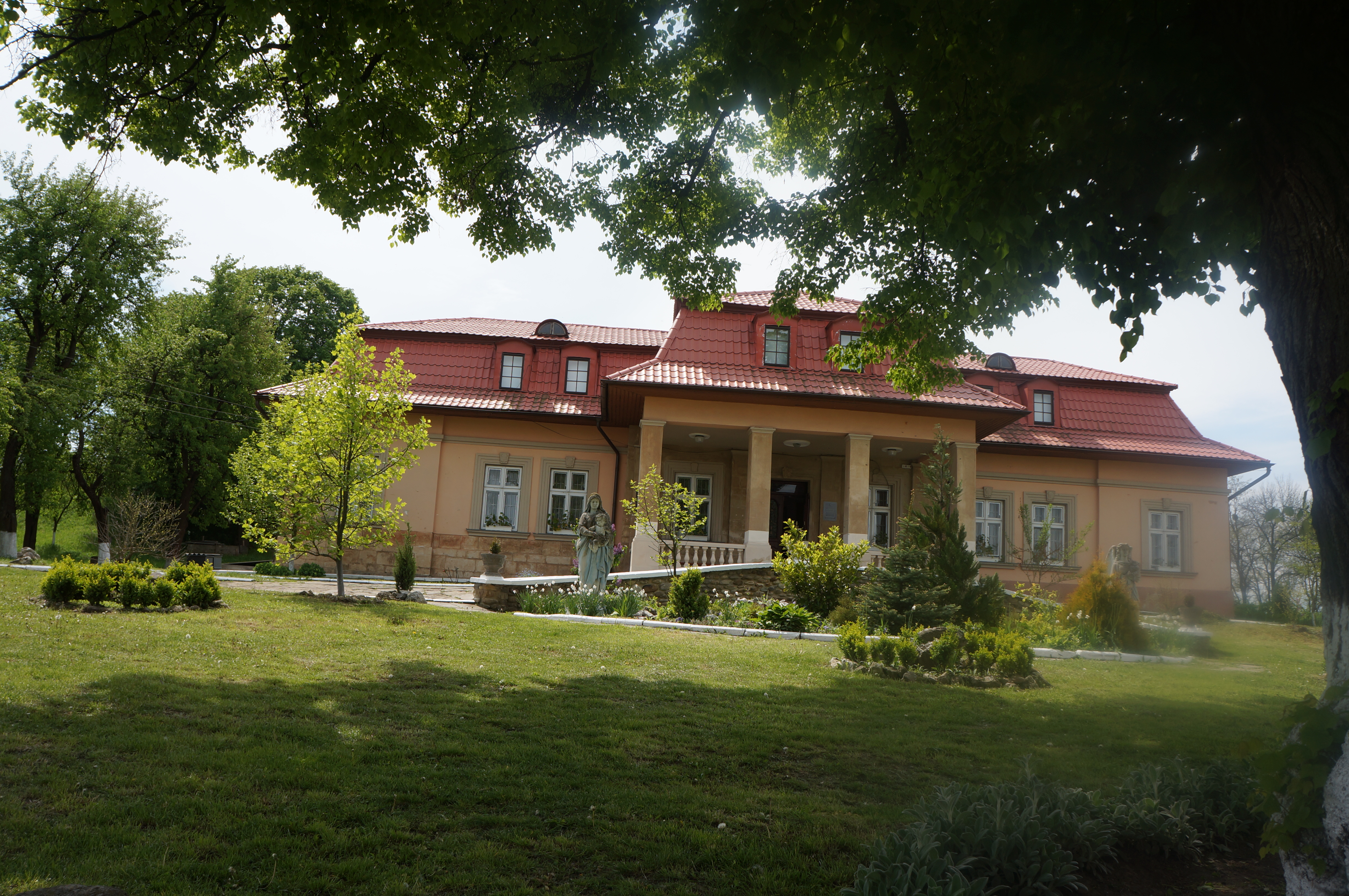
Il museo dedicato al Principato di Galizia medievale

Krylos si trova nelle immediate vicinanze di Halyč, un insediamento che ha assunto un valore importante nel corso del Basso Medioevo e che oggi vanta delle leggi che tutelano l'area nei suoi dintorni. Secondo le informazioni fornite dalla Verchovna Rada, l'insediamento fu fondato nell'898 d.C. e il territorio di Krylos si estendeva fino al fiume Limnjtsia a ovest e al Dnestr a nord. Immediatamente a ovest dell'insediamento di Krylos scorre il fiume Lukva, che nell'antichità era più largo e profondo rispetto a oggi, tanto da rappresentare una barriera naturale contro eventuali invasori invasori. Sul lato est della cittadella di Halyč, localizzata a ridosso di Krylos, scorreva un piccolo torrente che, con la sua valle, costituiva un ulteriore ostacolo difensivo da superare. In cima alla collina dove sorge la Cattedrale dell'Assunzione di Halyč, la quale svettava sul panorama circostante, è stata costruita una serie di alti bastioni difensivi in terra che in passato fungevano da strutture di difesa. Krylos era un centro politico-amministrativo e un grande centro religioso sin dai tempi dei Croati bianchi.
Fino al 18 luglio 2020, Krylos rientrava a livello amministrato nel distretto di Halyč, poi abolito nell'ambito do una grande riforma amministrativa dell'Ucraina che ha ridotto a sei il numero degli stessi situati nell'oblast' di Ivano-Frankivs'k. L'area prima incorporata dal distretto di Halyč è stata fusa con quello di Ivano-Frankivs'k.

## Punti di interesse
Krylos è oggi un piccolo borgo che ospita vari resti architettonici e la chiesa dell'Assunzione parzialmente ricostruita, considerata di epoca medievale, ma sul sito della chiesa originaria dell'Assunzione è stata costruita una cappella. Accanto a questa chiesa è stato sepolto il principe Jaroslav Osmomysl (1135 circa-1187), attivo al potere dal 1153 al 1187.